# Niccolò Piccinni

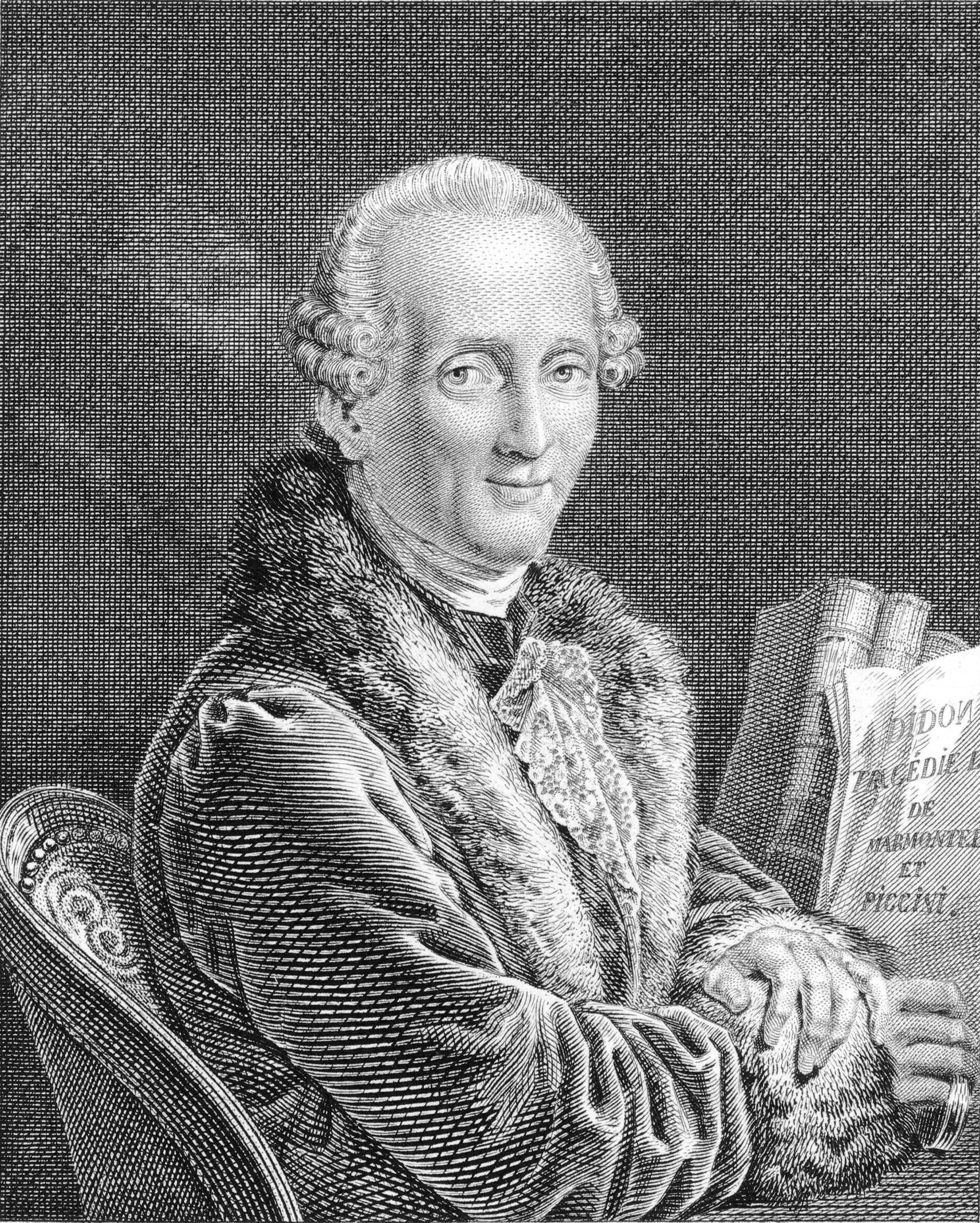
Niccolò Piccinni.

Niccolò Piccinni, född 16 januari 1728 i Bari, död 7 maj 1800, var en italiensk klassisk kompositör. 
Piccinni utbildades av Leonardo Leo och Francesco Durante. Hans första opera, Le Donne dispettose, producerade han 1755 och sin första opera seria Zenobia 1756. Sin största succé fick Piccinni med den komiska operan La buona figliuola 1760. Han sägs ha producerat över 300 operor vilket får ses som en överdriven siffra men han var produktiv i vilket fall som helst. Bland hans övriga operor kan nämnas La pescatrice (1766), Roland (1778), Atys (1780), Iphigénie en Tauride (1781), Didon (1783) och La Griselda (1793).